# Cagliari Calcio 2017-2018
Questa voce raccoglie le informazioni riguardanti il Cagliari Calcio nelle competizioni ufficiali della stagione 2017-2018.

## Stagione
La novità principale della stagione Rossoblù è l'abbandono definitivo dello Stadio Sant'Elia in favore della Sardegna Arena, catino prefabbricato provvisorio costruito presso i parcheggi del vecchio impianto. Il Sant'Elia, casa del Cagliari dal 1970 (escludendo le brevi parentesi agli stadi Nino Manconi, Is Arenas e Nereo Rocco) verrà demolito per far posto allo stadio definitivo, provvisoriamente senza nome. In seguito ad un iniziale tentennamento, nel giugno 2017 viene confermato alla guida tecnica della squadra l'allenatore Massimo Rastelli per il terzo anno consecutivo, mentre il direttore sportivo Stefano Capozucca termina la sua collaborazione con la società, sostituito a luglio da Giovanni Rossi proveniente dal Sassuolo.

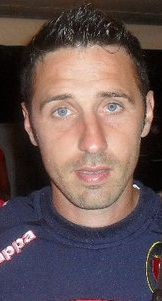
Andrea Cossu, al secondo ritorno a Cagliari dopo la parentesi all'Olbia.

Dopo il ritiro precampionato svolto tra Aritzo e Peio, la prima gara ufficiale della stagione è in Coppa Italia il 12 agosto 2017, quando i sardi incontrano al terzo turno la neoretrocessa in Serie B Palermo. Il Cagliari passa in vantaggio con João Pedro, ex di turno, ma La Gumina pareggia per i siculi a metà secondo tempo: la partita si trascina fino ai rigori e solo due errori dal dischetto dei palermitani consentono il passaggio del turno.
La 38ª partecipazione del Cagliari al campionato di Serie A propone ai Rossoblù un calendario da subito complicato, poiché le prime due partite della stagione 2017-2018 li vedono confrontarsi con la Juventus campione d'Italia e il rinnovato Milan di Montella. All'Allianz Stadium il Cagliari viene superato dai bianconeri, fallendo inoltre un calcio di rigore decretato dal VAR; a Milano rimedia invece un 2-1 dai rossoneri, con i padroni di casa messi tuttavia in difficoltà dai cagliaritani. Il 10 settembre 2017 arriva la prima vittoria al debutto nel nuovo stadio, grazie alla rete di Marco Sau, a discapito del Crotone, mentre alla quarta giornata la neo-promossa SPAL viene battuta 2-0 a Ferrara. 

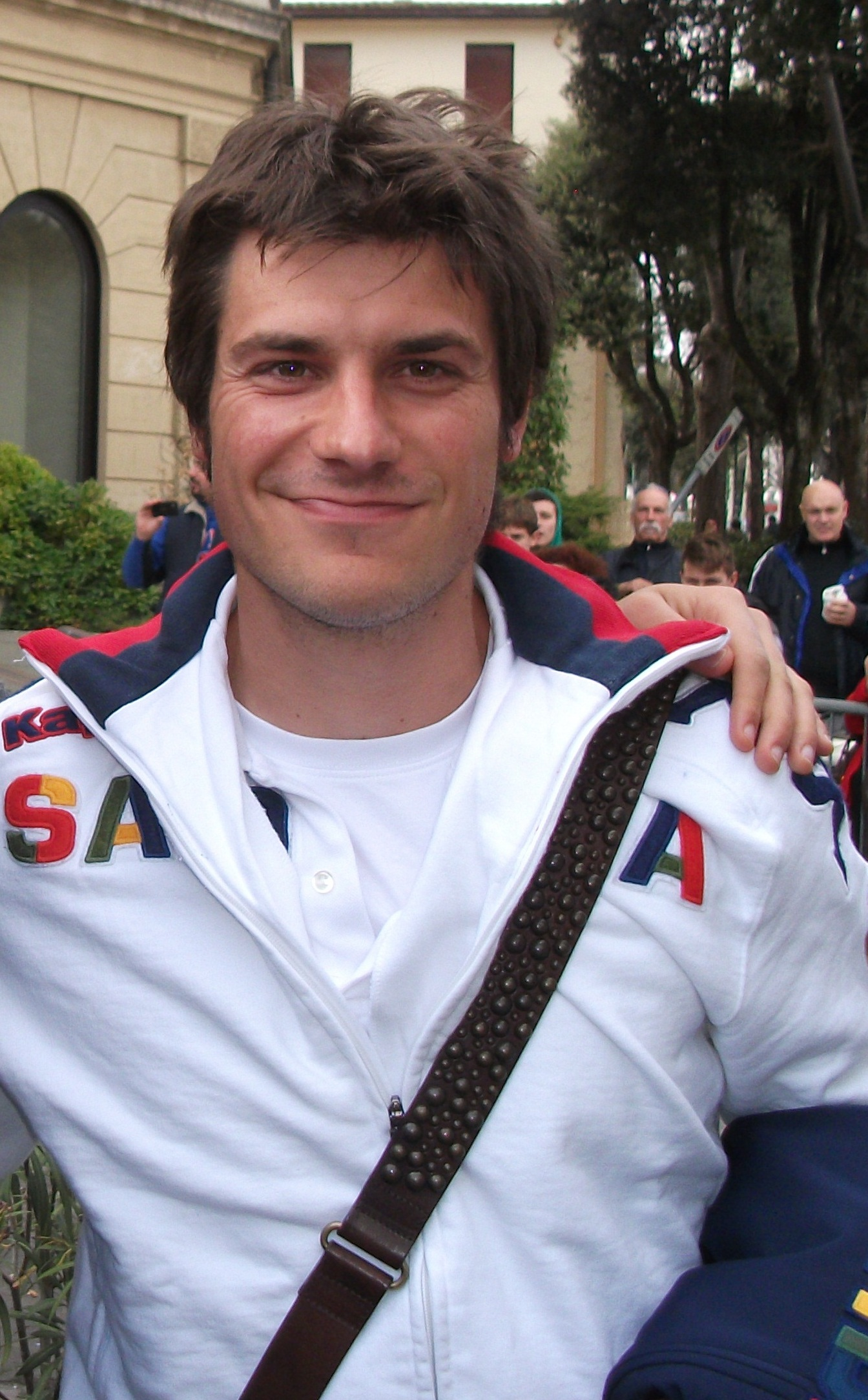
Daniele Dessena, a Cagliari dal 2012 e capitano dal 2015.

Nelle giornate successive segue un filotto di quattro sconfitte consecutive (di cui tre in casa) contro Sassuolo, Chievo (0-2), Napoli (3-0) e Genoa (2-3), che portano la società all'esonero di Massimo Rastelli, del suo vice Legrottaglie e del collaboratore Dario Rossi. Pochi giorni dopo viene posto alla guida del Cagliari Diego López, di ritorno in Sardegna dopo le esperienze come giocatore dal 1998 al 2010 (fu anche capitano dal 2007 al 2010), come allenatore delle giovanili dal 2010 al 2012 e come tecnico della prima squadra dal 2012 al 2014. Assieme a lui arrivano altri due ex Rossoblù: Michele Fini come vice-allenatore (lo fu già nelle esperienze di Palermo e Bologna dell'uruguagio) e Alessandro Agostini come collaboratore tecnico. Il 25 ottobre López ottiene la sua prima vittoria sulla panchina del club battendo il Benevento per 2-1, grazie alla rete di testa di Pavoletti in un acceso finale di partita. Seguono altre due vittorie, pesanti in chiave salvezza, contro Verona e Udinese a cui si aggiunge, nonostante una buona prestazione, la sconfitta contro l'Inter.

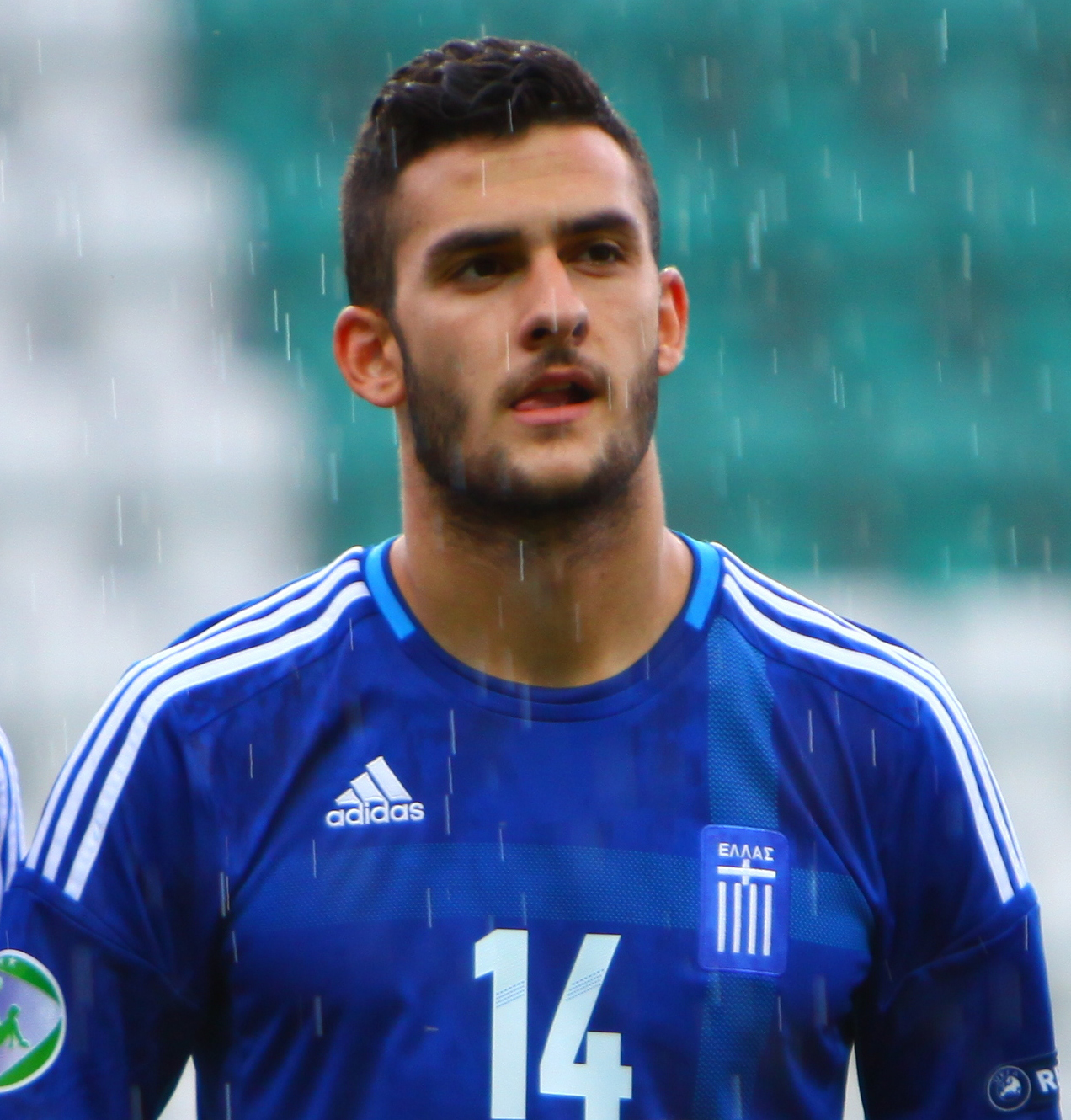
Charalampos Lykogiannīs, qui con la maglia della nazionale greca, acquistato dallo durante la sessione invernale.

Il 28 novembre per il quarto turno di Coppa Italia arriva alla Sardegna Arena il Pordenone, militante in Serie C: i Ramarri vanno a sorpresa in vantaggio, il capitano dei sardi Dessena pareggia i conti ma, nel secondo tempo, Bassoli mette a segno la rete del definitivo 1-2 che sancisce l'eliminazione dei cagliaritani dalla competizione. A dicembre la squadra sarda raccoglie cinque punti in 5 gare, frutto di due pareggi (1-1 a Bologna e 2-2 in rimonta contro la Sampdoria), due sconfitte contro le più quotate Roma e Fiorentina e la vittoria fuori casa nell'ultima gara del 2017 contro l'Atalanta.
Con l'inizio contemporaneo del nuovo anno e del girone di ritorno, i sardi escono sconfitti dalle gare contro Juventus e Milan nonostante due buone prove. Gli importanti scontri salvezza successivi vedono gli isolani ottenere solo cinque punti: si susseguono infatti un pareggio in rimonta a Crotone, la vittoria contro la SPAL, la gara a reti inviolate contro il Sassuolo e la sconfitta in casa del Chievo, prima della pesante debacle inflitta dal Napoli (0-5).
La gara successiva del 4 marzo contro il Genoa viene rinviata a causa della prematura scomparsa di Davide Astori durante una trasferta ad Udine con la Fiorentina: due giorni dopo, il 6 marzo, la società ritira la maglia numero 13 che l'ex difensore indossò durante la sua carriera in Sardegna. Il 9 marzo il centrocampista João Pedro viene sospeso dal Tribunale Nazionale Antidoping in quanto risultato positivo all'idroclorotiazide (un diuretico), in seguito al test antidoping effettuato dopo la gara contro il Sassuolo: il giocatore aveva inoltre fallito anche il controllo fatto dopo il match della settimana successiva contro il Chievo. Nelle gare seguenti il Cagliari alterna buone prestazioni (come contro la Lazio, in cui gli isolani subiscono il pareggio all'ultimo minuto), vittorie importanti per la classifica (rocambolesca rimonta negli ultimi minuti a Benevento e successo contro l'Udinese) a sconfitte di misura (contro Genoa e Hellas Verona), nonché a tracolli dal punteggio pesante (4 gol subiti da Torino, Inter e Sampdoria); nel mezzo, la società decide di separarsi da Giovanni Rossi e di nominare nuovo direttore sportivo l'ex Empoli Marcello Carli.
Contro la Roma arriva la terza sconfitta consecutiva: a due giornate dal termine del campionato, i cagliaritani risultano al terzultimo posto e virtualmente in Serie B. La salvezza arriva grazie alle vittorie negli ultimi due match contro Fiorentina e Atalanta: i sardi chiudono il campionato al 16º posto con 39 punti, frutto di 11 vittorie, 6 pareggi e 21 sconfitte.

## Divise e sponsor
I principali sponsor di maglia sono ISOLA Artigianato di Sardegna e Birra Ichnusa (come da accordo pluriennale fino al 2019), che rispetto alla stagione passata aggiunge anche il simbolo dei Quattro Mori presente sul suo logo. Successivamente si aggiunge per il solo campionato il retro-sponsor Nieddittas, azienda oristanese attiva nella mitilicoltura, società con il quale il club firma un accordo triennale valido fino al 2020. In Coppa Italia invece il retro-sponsor rimane Azimut Investimenti, grazie al rinnovo per un anno dell'accordo già presente nelle stagioni passate.
Lo sponsor tecnico è, come da contratto triennale, Macron. La prima maglia è la tradizionale a quarti rossoblù, pantaloncini blu e calzettoni blu con righe sottili rosse: sono minimi i cambiamenti rispetto alla precedente stagione, l'unico rilevante è il colletto che passa da un modello "a polo" a un girocollo impreziosito da un'apertura "a V" sulla parte centrale. Per la prima volta inoltre la maglia viene presentata al termine della stagione precedente, venendo indossata nell'ultimo match di campionato contro il Milan. La seconda maglia e la terza maglia vengono presentate al Bastione di Saint Remy il 25 luglio: nella maglia da trasferta, la tradizionale bianca, ritornano dopo 57 anni le due bande orizzontali rossoblù, ma rispetto alla stagione 1959-1960 si trovano più in alto, ad altezza torace, e non è presente uno scudo coi quattro mori, risultando pertanto più simile alla prima maglia cerchiata di rossoblu risalente alla stagione 1953-1954. La terza maglia invece è rossa, nuovamente in dotazione dopo due stagioni di assenza. A disposizione dei portieri invece due kit, uno con maglia color oro e uno con maglia nera e grigio scuro, entrambi con pantaloncini neri.
| Casa | Trasferta | Terza divisa | 1ª div. portiere | 2ª div. portiere |

## Organigramma societario
Organigramma aggiornato al 20 maggio 2018.
Area direttiva
- Presidente: Tommaso Giulini
- Vicepresidente: Stefano Filucchi
- Direttore Generale: Mario Passetti
- Amministratore Delegato: Carlo Catte
- Consiglieri: Massimo Delogu, Pasquale Lavanga, Lior Metzinger, Stefano Signorelli
- Collegio sindacale: Luigi Zucca, Giovanni Pinna Parpaglia, Piero Sanna Randaccio

Area organizzativa
- Segretario generale sportivo: Matteo Stagno
- Team Manager: Roberto Colombo

Area scouting
- Responsabile: Giovanni Rossi, dal 10 aprile 2018 Marcello Carli[51]
- Osservatori: Daniele Conti, Mattia Baldini

Area tecnica
- Direttore Sportivo: Giovanni Rossi, dal 10 aprile 2018 Marcello Carli[51]
- Allenatore: Massimo Rastelli, dal 18 ottobre 2017 Diego Luis López[N 1]
- Allenatore in seconda: Nicola Legrottaglie, dal 18 ottobre 2017 Michele Fini[N 1]
- Collaboratori tecnici: Dario Rossi, dal 18 ottobre 2017 Alessandro Agostini[N 1]
- Allenatore dei portieri: David Dei
- Training coordinator: Michele Santoni
- Preparatori atletici: Agostino Tibaudi, Andrea Caronti, Francesco Fois

Area sanitaria
- Responsabile: Marco Scorcu
- Medico prima squadra: Roberto Mura
- Fisioterapisti: Stefano Frau, Salvatore Congiu, Simone Ruggiu

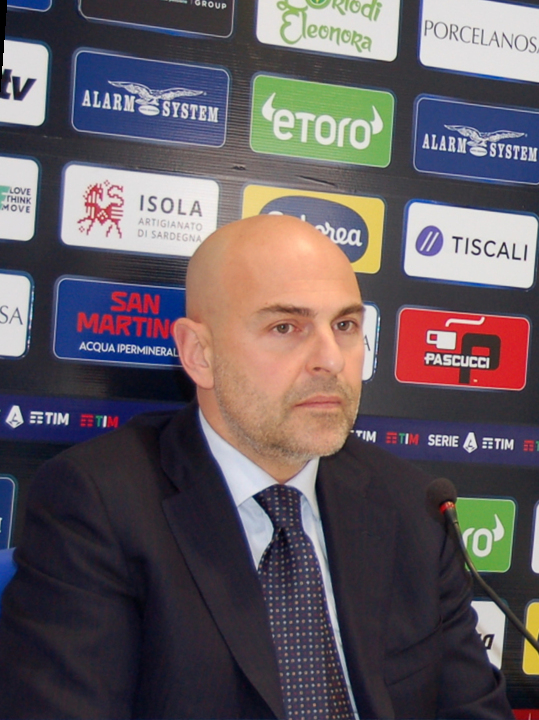
Il presidente del Cagliari Tommaso Giulini, in carica dal 2014.

## Rosa

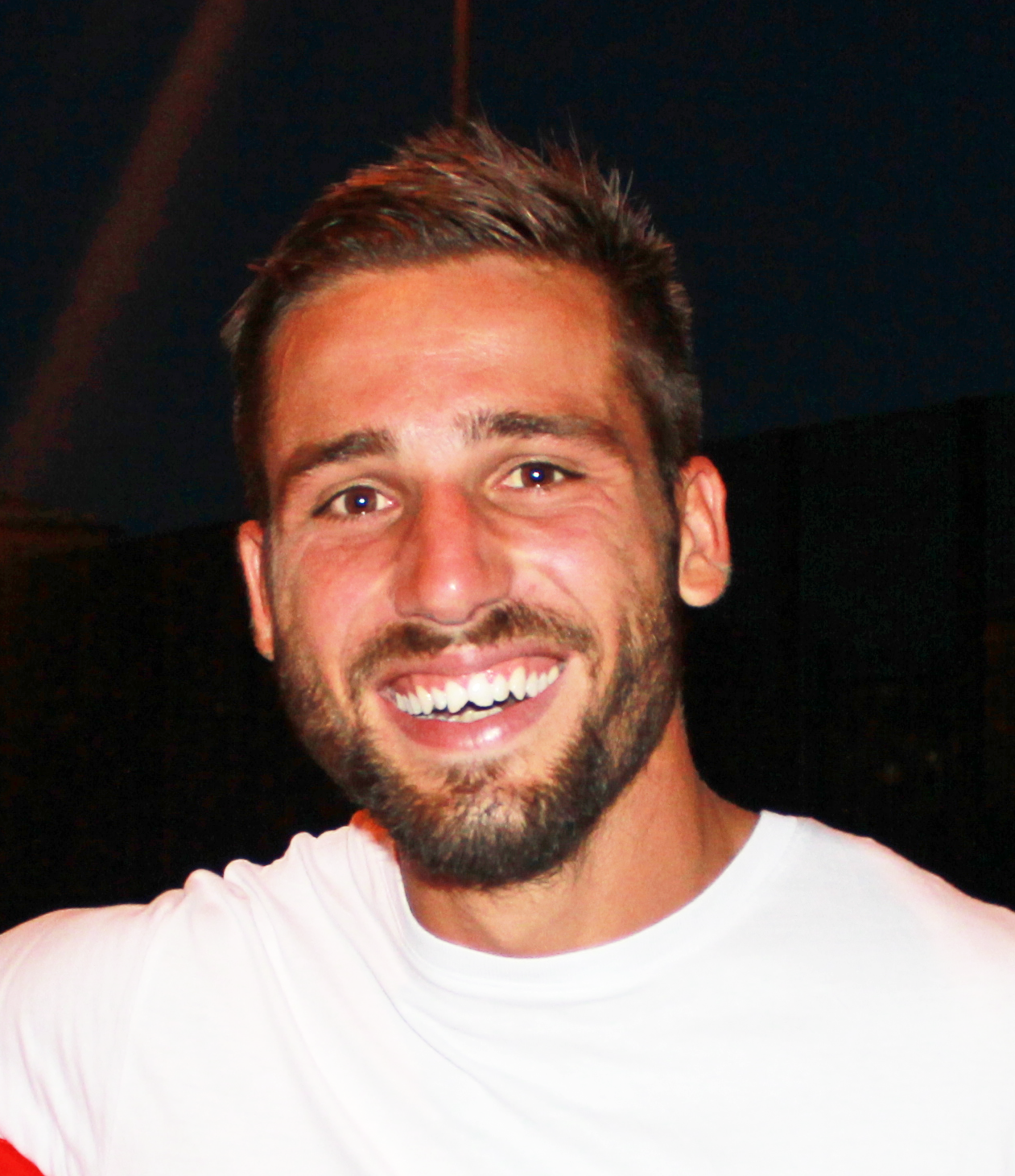
L'attaccante Leonardo Pavoletti, pagato circa 12 milioni di euro, è diventato l'acquisto più oneroso nella storia del Cagliari.

Rosa e numerazione sono aggiornate al 20 maggio 2018.
| N. |                        | Ruolo | Calciatore                   |
| -- | ---------------------- | ----- | ---------------------------- |
| 1  | Brasile (bandiera)     | P     | Rafael                       |
| 2  | Paesi Bassi (bandiera) | D     | Gregory van der Wiel         |
| 3  | Italia (bandiera)      | D     | Marco Andreolli              |
| 4  | Italia (bandiera)      | C     | Daniele Dessena (capitano)   |
| 7  | Italia (bandiera)      | C     | Andrea Cossu (vice capitano) |
| 8  | Italia (bandiera)      | C     | Luca Cigarini                |
| 9  | Italia (bandiera)      | A     | Niccolò Giannetti            |
| 10 | Brasile (bandiera)     | C     | João Pedro                   |
| 12 | Belgio (bandiera)      | D     | Senna Miangue                |
| 15 | Brasile (bandiera)     | D     | Leandro Castán               |
| 16 | Italia (bandiera)      | C     | Paolo Faragò                 |
| 17 | Brasile (bandiera)     | A     | Diego Farias                 |
| 18 | Italia (bandiera)      | C     | Nicolò Barella               |
| 19 | Italia (bandiera)      | D     | Fabio Pisacane               |
| 20 | Italia (bandiera)      | C     | Simone Padoin                |
| 21 | Moldavia (bandiera)    | C     | Artur Ioniță                 |
| 22 | Italia (bandiera)      | A     | Marco Borriello              |

| N. |                           | Ruolo | Calciatore              |
| -- | ------------------------- | ----- | ----------------------- |
| 22 | Grecia (bandiera)         | D     | Charalampos Lykogiannīs |
| 23 | Italia (bandiera)         | D     | Luca Ceppitelli         |
| 24 | Italia (bandiera)         | D     | Marco Capuano           |
| 24 | Colombia (bandiera)       | A     | Damir Ceter             |
| 25 | Italia (bandiera)         | A     | Marco Sau               |
| 26 | Italia (bandiera)         | P     | Luca Crosta             |
| 27 | Italia (bandiera)         | C     | Alessandro Deiola       |
| 28 | Italia (bandiera)         | P     | Alessio Cragno          |
| 29 | Italia (bandiera)         | P     | Riccardo Daga           |
| 30 | Italia (bandiera)         | A     | Leonardo Pavoletti      |
| 32 | Corea del Nord (bandiera) | A     | Han Kwang-Song          |
| 35 | Italia (bandiera)         | A     | Luca Gagliano           |
| 36 | Italia (bandiera)         | A     | Federico Melchiorri     |
| 38 | Italia (bandiera)         | C     | Fabrizio Caligara       |
| 56 | Italia (bandiera)         | D     | Filippo Romagna         |
| 90 | Croazia (bandiera)        | A     | Duje Čop                |

## Calciomercato

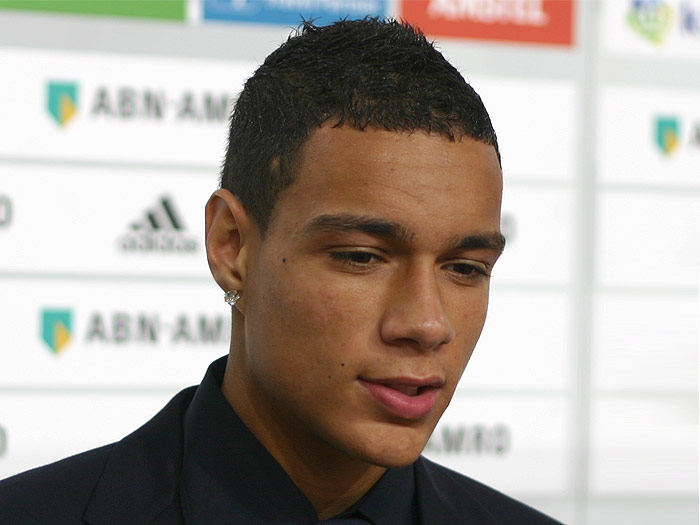
Il terzino Gregory van der Wiel, arrivato in estate, lascerà la Sardegna a gennaio dopo 5 sole presenze e in polemica con l'ambiente.

L'estate 2017 vede un significativo rinnovamento dell'organico, a cominciare dal ritorno di Andrea Cossu in veste di vice-capitano. Al fianco del confermato Rafael viene posto Cragno, reduce dal prestito in Serie B al Benevento con cui ha conquistato la promozione in massima serie. In difesa arrivano il terzino olandese van der Wiel, l'ex Inter Andreolli, il belga Miangue e il giovane Romagna, scambiato con il sardo Del Fabro. A centrocampo il club ingaggia il regista Cigarini, coinvolto nella trattativa che vede lasciare la Sardegna Nicola Murru, ma il grande colpo è nel reparto avanzato: viene prelevato dal Napoli l'attaccante Leonardo Pavoletti, che approda in Sardegna con la formula del prestito con obbligo di riscatto, divenendo (vista la spesa di dieci milioni di euro, più due di bonus) il giocatore più costoso nell'intera storia della società. Rientra inoltre dal prestito allo Spezia la punta Niccolò Giannetti.
Sul fronte delle cessioni, da rilevare l'addio al calcio giocato del terzo portiere Colombo, che entra a far parte dello staff tecnico in qualità di team manager, e del brasiliano Gabriel per fine prestito. In difesa, i sardi rescindono il contratto con gli internazionali Bruno Alves e Isla, mentre Salamon viene ceduto in prestito alla neo-promossa SPAL insieme al cannoniere della stagione precedente Borriello, in rotta con la società nonostante il rinnovo del contratto firmato un mese prima. Abbandonano definitivamente la Sardegna anche Tachtsidīs, Balzano, Ibarbo, Caio Rangel e Duje Čop, mentre Davide Di Gennaro (che non aveva accettato la proposta di rinnovo dei Rossoblù pochi mesi prima) si accasa alla Lazio. Per quanto riguarda i prestiti in uscita, lo slovacco Krajnc viene mandato per il secondo anno al Frosinone, Roberto Biancu, Nicola Manca e Simone Pinna sono girati alla squadra satellite dell'Olbia, i giovani Capello e Serra vanno rispettivamente al Padova e al Fondi, mentre il Perugia preleva Han, Pajač e Colombatto.
La sessione invernale di calciomercato porta alcuni rinforzi alla rosa cagliaritana: arrivano infatti dalla Roma il brasiliano Castán, in prestito fino a fine stagione, e l'esterno greco Lykogiannīs dallo Sturm Graz a titolo definitivo. Per la linea mediana, il club acquista soltanto il giovane Fabrizio Caligara nonostante i tentativi, rivelatisi infruttuosi, di portare in Sardegna altri centrocampisti come Cofie e Acquah. In attacco invece arriva il colombiano Ceter e viene richiamato dal prestito al Perugia il nordcoreano Han; viene inoltre acquistato l'ex Ragatzu dall'Olbia, squadra dove viene lasciato in prestito fino al 30 giugno 2019. Per quanto riguarda il mercato in uscita, vengono ceduti in prestito fino al termine della stagione il difensore Capuano al Crotone e l'attaccante Melchiorri al Carpi. L'ultima operazione di mercato è la cessione, con qualche strascico polemico, del difensore Van der Wiel al Toronto FC.

### Sessione estiva(dal 3/7 al 31/8)
| Acquisti         | Acquisti             | Acquisti       | Acquisti                         |
| R.               | Nome                 | da             | Modalità                         |
| ---------------- | -------------------- | -------------- | -------------------------------- |
| P                | Alessio Cragno       | Benevento      | fine prestito                    |
| D                | Marco Andreolli      | -              | svincolato                       |
| D                | Senna Miangue        | Inter          | definitivo                       |
| D                | Filippo Romagna      | Juventus       | definitivo                       |
| D                | Gregory van der Wiel | Fenerbahçe     | definitivo                       |
| C                | Luca Cigarini        | Sampdoria      | definitivo                       |
| C                | Andrea Cossu         | -              | svincolato                       |
| A                | Niccolò Giannetti    | Spezia         | fine prestito                    |
| A                | Leonardo Pavoletti   | Napoli         | prestito con obbligo di riscatto |
| Altre operazioni |                      |                |                                  |
| R.               | Nome                 | da             | Modalità                         |
| D                | Antonio Balzano      | Cesena         | fine prestito                    |
| D                | Dario Del Fabro      | Pisa           | fine prestito                    |
| D                | Luka Krajnc          | Frosinone      | fine prestito                    |
| C                | Santiago Colombatto  | Trapani        | fine prestito                    |
| C                | Marko Pajač          | Benevento      | fine prestito                    |
| A                | Alessandro Capello   | Olbia          | fine prestito                    |
| A                | Duje Čop             | Sporting Gijón | fine prestito                    |

| Cessioni         | Cessioni              | Cessioni       | Cessioni                                                          |
| R.               | Nome                  | a              | Modalità                                                          |
| ---------------- | --------------------- | -------------- | ----------------------------------------------------------------- |
| P                | Roberto Colombo       |                | fine carriera                                                     |
| P                | Gabriel               | Milan          | fine prestito                                                     |
| D                | Bruno Alves           |                | rescissione                                                       |
| D                | Mauricio Isla         |                | rescissione                                                       |
| D                | Nicola Murru          | Sampdoria      | definitivo                                                        |
| D                | Bartosz Salamon       | SPAL           | prestito con diritto di riscatto                                  |
| C                | Davide Di Gennaro     | -              | svincolato                                                        |
| C                | Panagiōtīs Tachtsidīs | Torino         | fine prestito                                                     |
| A                | Marco Borriello       | SPAL           | definitivo                                                        |
| A                | Han Kwang-Song        | Perugia        | prestito con diritto di riscatto e controriscatto                 |
| Altre operazioni |                       |                |                                                                   |
| R.               | Nome                  | a              | Modalità                                                          |
| D                | Antonio Balzano       | Pescara        | definitivo                                                        |
| D                | Dario Del Fabro       | Juventus       | definitivo                                                        |
| D                | Luka Krajnc           | Frosinone      | prestito con obbligo di riscatto in caso di promozione in Serie A |
| D                | Vasco Oliveira        | Olbia          | prestito                                                          |
| C                | Santiago Colombatto   | Perugia        | prestito con diritto di riscatto e controriscatto                 |
| C                | Marko Pajač           | Perugia        | prestito                                                          |
| C                | Roberto Biancu        | Olbia          | prestito                                                          |
| A                | Alessandro Capello    | Padova         | prestito                                                          |
| A                | Duje Čop              | Standard Liegi | definitivo                                                        |
| A                | Víctor Ibarbo         | Sagan Tosu     | definitivo                                                        |
| A                | Caio Rangel           | Estoril Praia  | definitivo                                                        |
| A                | Federico Serra        | Fondi          | prestito                                                          |

### Sessione invernale(dal 3/1 al 31/1)
| Acquisti         | Acquisti                | Acquisti         | Acquisti      |
| R.               | Nome                    | da               | Modalità      |
| ---------------- | ----------------------- | ---------------- | ------------- |
| D                | Leandro Castán          | Roma             | prestito      |
| D                | Charalampos Lykogiannīs | Sturm Graz       | definitivo    |
| C                | Fabrizio Caligara       | Juventus         | definitivo    |
| A                | Damir Ceter             | Deportes Quindío | definitivo    |
| A                | Han Kwang-Song          | Perugia          | fine prestito |
| Altre operazioni |                         |                  |               |
| R.               | Nome                    | da               | Modalità      |
| A                | Daniele Ragatzu         | Olbia            | definitivo    |

| Cessioni         | Cessioni             | Cessioni   | Cessioni   |
| R.               | Nome                 | a          | Modalità   |
| ---------------- | -------------------- | ---------- | ---------- |
| D                | Marco Capuano        | Crotone    | prestito   |
| D                | Gregory van der Wiel | Toronto FC | definitivo |
| A                | Federico Melchiorri  | Carpi      | prestito   |
| Altre operazioni |                      |            |            |
| R.               | Nome                 | a          | Modalità   |
| A                | Daniele Ragatzu      | Olbia      | prestito   |

## Risultati

### Serie A

#### Girone di andata
| Arbitro: | Maresca (Napoli) |

|                                        |           |  |
| Mandžukić 12’ Dybala 45+1’ Higuaín 66’ | Marcatori |  |

| Arbitro: | Pairetto (Nichelino) |

|                      |           |                |
| Cutrone 10’ Suso 70’ | Marcatori | 56’ João Pedro |

| Arbitro: | Doveri (Roma) |

|         |           |  |
| Sau 33’ | Marcatori |  |

| Arbitro: | Abbattista (Molfetta) |

|  |           |                            |
|  | Marcatori | 17’ Barella 68’ João Pedro |

| Arbitro: | Gavillucci (Latina) |

|  |           |                  |
|  | Marcatori | 59’ (rig.) Matri |

| Arbitro: | Aureliano (Bologna) |

|  |           |                             |
|  | Marcatori | 53’ Inglese 90+3’ Stępiński |

| Arbitro: | Abisso (Palermo) |

|                                            |           |  |
| Hamšík 4’ Mertens 40’ (rig.) Koulibaly 47’ | Marcatori |  |

| Arbitro: | Massa (Imperia) |

|                                     |           |                                     |
| Pavoletti 48’ João Pedro 79’ (rig.) | Marcatori | 8’ Gălăbinov 35’ Taarabt 75’ Rigoni |

| Arbitro: | Pairetto (Nichelino) |

|                                    |           |  |
| Immobile 7’ (rig.), 41’ Bastos 49’ | Marcatori |  |

| Arbitro: | Irrati (Pistoia) |

|                           |           |                       |
| Faragò 9’ Pavoletti 90+5’ | Marcatori | 90+4’ (rig.) Iemmello |

| Arbitro: | Calvarese (Teramo) |

|                    |           |             |
| Falque 40’ Obi 66’ | Marcatori | 30’ Barella |

| Arbitro: | Guida (Torre Annunziata) |

|                           |           |             |
| Ceppitelli 28’ Faragò 85’ | Marcatori | 6’ Zuculini |

| Arbitro: | Manganiello (Pinerolo) |

|  |           |                |
|  | Marcatori | 54’ João Pedro |

| Arbitro: | Pairetto (Nichelino) |

|               |           |                              |
| Pavoletti 71’ | Marcatori | 29’, 83’ Icardi 55’ Brozović |

| Arbitro: | La Penna (Roma) |

|            |           |                |
| Destro 81’ | Marcatori | 42’ João Pedro |

| Arbitro: | Pasqua (Tivoli) |

|                          |           |                       |
| Farias 56’ Pavoletti 60’ | Marcatori | 11’, 19’ Quagliarella |

| Arbitro: | Damato (Barletta) |

|             |           |  |
| Fazio 90+4’ | Marcatori |  |

| Arbitro: | Di Bello (Brindisi) |

|  |           |             |
|  | Marcatori | 82’ Babacar |

| Arbitro: | Pasqua (Tivoli) |

|             |           |                         |
| Gómez 90+2’ | Marcatori | 6’ Pavoletti 23’ Padoin |

#### Girone di ritorno
| Arbitro: | Calvarese (Teramo) |

|  |           |                  |
|  | Marcatori | 74’ Bernardeschi |

| Arbitro: | Guida (Torre Annunziata) |

|            |           |                        |
| Barella 8’ | Marcatori | 36’ (rig.), 42’ Kessié |

| Arbitro: | Tagliavento (Terni) |

|                   |           |                |
| Trotta 29’ (rig.) | Marcatori | 45+7’ Cigarini |

| Arbitro: | Massa (Imperia) |

|                      |           |  |
| Cigarini 34’ Sau 78’ | Marcatori |  |

| Reggio nell'Emilia 11 febbraio 2018, ore 12:30 CET 24ª giornata | Sassuolo            | 0 – 0 referto | Cagliari | Mapei Stadium - Città del Tricolore (9 149 spett.)\| Arbitro: \| Mazzoleni (Bergamo) \| |
| Arbitro:                                                        | Mazzoleni (Bergamo) |               |          |                                                                                         |

| Arbitro: | Nasca (Bari) |

|                             |           |               |
| Giaccherini 74’ Inglese 76’ | Marcatori | 82’ Pavoletti |

| Arbitro: | Giacomelli (Trieste) |

|  |           |                                                                |
|  | Marcatori | 29’ Callejón 42’ Mertens 61’ Hamšík 72’ (rig.) Insigne 90’ Rui |

| Arbitro: | Maresca (Napoli) |

|                           |           |                    |
| Lapadula 53’ Medeiros 90’ | Marcatori | 62’ (rig.) Barella |

| Arbitro: | Guida (Torre Annunziata) |

|                                  |           |                                      |
| Pavoletti 25’ Barella 74’ (rig.) | Marcatori | 35’ (aut.) Ceppitelli 90+5’ Immobile |

| Arbitro: | Manganiello (Pinerolo) |

|              |           |                                      |
| Brignola 46’ | Marcatori | 90+1’ Pavoletti 90+7’ (rig.) Barella |

| Arbitro: | La Penna (Roma) |

|  |           |                                           |
|  | Marcatori | 61’ Falque 75’ Ljajić 79’ Ansaldi 88’ Obi |

| Arbitro: | Valeri (Roma) |

|                   |           |  |
| Rômulo 36’ (rig.) | Marcatori |  |

| Arbitro: | Giacomelli (Trieste) |

|                              |           |             |
| Pavoletti 21’ Ceppitelli 84’ | Marcatori | 10’ Lasagna |

| Arbitro: | Pasqua (Tivoli) |

|                                                |           |  |
| Cancelo 3’ Icardi 49’ Brozović 60’ Perišić 90’ | Marcatori |  |

| Cagliari 22 aprile 2018, ore 12:30 CEST 34ª giornata | Cagliari      | 0 – 0 referto | Bologna | Sardegna Arena (15 024 spett.)\| Arbitro: \| Doveri (Roma) \| |
| Arbitro:                                             | Doveri (Roma) |               |         |                                                               |

| Arbitro: | Abisso (Palermo) |

|                                                      |           |               |
| Praet 7’ Quagliarella 26’ Kownacki 45+4’ Ramírez 87’ | Marcatori | 49’ Pavoletti |

| Arbitro: | Di Bello (Brindisi) |

|  |           |           |
|  | Marcatori | 15’ Ünder |

| Arbitro: | Valeri (Roma) |

|  |           |               |
|  | Marcatori | 37’ Pavoletti |

| Arbitro: | Massa (Imperia) |

|                |           |  |
| Ceppitelli 87’ | Marcatori |  |

### Coppa Italia

#### Turni preliminari
| Arbitro: | Valeri (Roma) |

|                        |                      |                                  |
| João Pedro 45’         | Marcatori            | 66’ La Gumina                    |
| Cigarini Čop Sau Cossu | Tiri di rigore 4 – 2 | Jajalo Aleesami Struna La Gumina |

| Arbitro: | Piscopo (Imperia) |

|             |           |                           |
| Dessena 18’ | Marcatori | 8’ Sainz-Maza 62’ Bassoli |

## Statistiche

### Statistiche di squadra
| Competizione | Punti | In casa | In casa | In casa | In casa | In casa | In casa | In trasferta | In trasferta | In trasferta | In trasferta | In trasferta | In trasferta | Totale | Totale | Totale | Totale | Totale | Totale | DR  |
| Competizione | Punti | G       | V       | N       | P       | Gf      | Gs      | G            | V            | N            | P            | Gf           | Gs           | G      | V      | N      | P      | Gf     | Gs     | DR  |
| ------------ | ----- | ------- | ------- | ------- | ------- | ------- | ------- | ------------ | ------------ | ------------ | ------------ | ------------ | ------------ | ------ | ------ | ------ | ------ | ------ | ------ | --- |
| Serie A      | 39    | 19      | 6       | 3       | 10      | 18      | 30      | 19           | 5            | 3            | 11           | 15           | 31           | 38     | 11     | 6      | 21     | 33     | 61     | -28 |
| Coppa Italia | -     | 2       | 0       | 1       | 1       | 2       | 3       | 0            | 0            | 0            | 0            | 0            | 0            | 2      | 0      | 1      | 1      | 2      | 3      | -1  |
| Totale       | 39    | 21      | 6       | 4       | 11      | 20      | 33      | 19           | 5            | 3            | 11           | 15           | 31           | 40     | 11     | 7      | 22     | 35     | 64     | -29 |

### Andamento in campionato
| Giornata  | 1  | 2  | 3  | 4 | 5  | 6  | 7  | 8  | 9  | 10 | 11 | 12 | 13 | 14 | 15 | 16 | 17 | 18 | 19 | 20 | 21 | 22 | 23 | 24 | 25 | 26 | 27 | 28 | 29 | 30 | 31 | 32 | 33 | 34 | 35 | 36 | 37 | 38 |
| --------- | -- | -- | -- | - | -- | -- | -- | -- | -- | -- | -- | -- | -- | -- | -- | -- | -- | -- | -- | -- | -- | -- | -- | -- | -- | -- | -- | -- | -- | -- | -- | -- | -- | -- | -- | -- | -- | -- |
| Luogo     | T  | T  | C  | T | C  | C  | T  | C  | T  | C  | T  | C  | T  | C  | T  | C  | T  | C  | T  | C  | C  | T  | C  | T  | T  | C  | T  | C  | T  | C  | T  | C  | T  | C  | T  | C  | T  | C  |
| Risultato | P  | P  | V  | V | P  | P  | P  | P  | P  | V  | P  | V  | V  | P  | N  | N  | P  | P  | V  | P  | P  | N  | V  | N  | P  | P  | P  | N  | V  | P  | P  | V  | P  | N  | P  | P  | V  | V  |
| Posizione | 16 | 16 | 10 | 8 | 10 | 13 | 13 | 13 | 14 | 13 | 14 | 13 | 13 | 13 | 13 | 14 | 14 | 15 | 15 | 16 | 16 | 15 | 13 | 14 | 14 | 15 | 15 | 14 | 14 | 14 | 16 | 15 | 15 | 14 | 16 | 18 | 16 | 16 |

Fonte:  Serie A – Classifica, su legaseriea.it. URL consultato il 21 agosto 2017 (archiviato dall'url originale il 12 giugno 2018).
Legenda:

Luogo: C = Casa; T = Trasferta. Risultato: V = Vittoria; N = Pareggio; P = Sconfitta.

### Statistiche dei giocatori
Sono in corsivo i calciatori che hanno lasciato la società a stagione in corso. Statistiche aggiornate al 20 maggio 2018.
| Giocatore       | Serie A  | Serie A | Serie A     | Serie A    | Coppa Italia | Coppa Italia | Coppa Italia | Coppa Italia | Totale   | Totale | Totale      | Totale     |
| Giocatore       | Presenze | Reti    | Ammonizioni | Espulsioni | Presenze     | Reti         | Ammonizioni  | Espulsioni   | Presenze | Reti   | Ammonizioni | Espulsioni |
| --------------- | -------- | ------- | ----------- | ---------- | ------------ | ------------ | ------------ | ------------ | -------- | ------ | ----------- | ---------- |
| M. Andreolli    | 23       | 0       | 5           | 0          | 1            | 0            | 0            | 0            | 24       | 0      | 5           | 0          |
| N. Barella      | 34       | 6       | 13          | 1          | 1            | 0            | 1            | 0            | 35       | 6      | 14          | 1          |
| M. Borriello    | 0        | 0       | 0           | 0          | 1            | 0            | 0            | 0            | 1        | 0      | 0           | 0          |
| F. Caligara     | 1        | 0       | 1           | 0          | 0            | 0            | 0            | 0            | 1        | 0      | 1           | 0          |
| M. Capuano      | 9        | 0       | 2           | 0          | 2            | 0            | 0            | 0            | 11       | 0      | 2           | 0          |
| L. Castán       | 14       | 0       | 5           | 0          | 0            | 0            | 0            | 0            | 14       | 0      | 5           | 0          |
| L. Ceppitelli   | 27       | 3       | 7           | 0          | 0            | 0            | 0            | 0            | 27       | 3      | 7           | 0          |
| D. Ceter        | 6        | 0       | 0           | 0          | 0            | 0            | 0            | 0            | 6        | 0      | 0           | 0          |
| L. Cigarini     | 26       | 2       | 12          | 1          | 1            | 0            | 0            | 0            | 27       | 2      | 12          | 1          |
| D. Čop          | 2        | 0       | 0           | 0          | 1            | 0            | 0            | 0            | 3        | 0      | 0           | 0          |
| A. Cossu        | 11       | 0       | 0           | 0          | 2            | 0            | 0            | 0            | 13       | 0      | 0           | 0          |
| A. Cragno       | 29       | -47     | 0           | 0          | 1            | -1           | 0            | 0            | 30       | -48    | 0           | 0          |
| L. Crosta       | 1        | -3      | 0           | 0          | 1            | -2           | 0            | 0            | 2        | -5     | 0           | 0          |
| A. Deiola       | 13       | 0       | 3           | 0          | 1            | 0            | 0            | 0            | 14       | 0      | 3           | 0          |
| D. Dessena      | 17       | 0       | 1           | 0          | 1            | 1            | 1            | 0            | 18       | 1      | 2           | 0          |
| P. Faragò       | 35       | 2       | 2           | 0          | 1            | 0            | 0            | 0            | 36       | 2      | 2           | 0          |
| D. Farias       | 28       | 1       | 4           | 0          | 2            | 0            | 1            | 0            | 30       | 1      | 5           | 0          |
| L. Gagliano     | 0        | 0       | 0           | 0          | 1            | 0            | 0            | 0            | 1        | 0      | 0           | 0          |
| N. Giannetti    | 8        | 0       | 3           | 0          | 1            | 0            | 0            | 0            | 9        | 0      | 3           | 0          |
| Han             | 7        | 0       | 0           | 0          | 0            | 0            | 0            | 0            | 7        | 0      | 0           | 0          |
| A. Ioniță       | 36       | 0       | 4           | 0          | 1            | 0            | 0            | 0            | 37       | 0      | 4           | 0          |
| João Pedro      | 22       | 5       | 6           | 1          | 2            | 1            | 0            | 0            | 24       | 6      | 6           | 1          |
| C. Lykogiannīs  | 11       | 0       | 2           | 0          | 0            | 0            | 0            | 0            | 11       | 0      | 2           | 0          |
| F. Melchiorri   | 0        | 0       | 0           | 0          | 1            | 0            | 0            | 0            | 1        | 0      | 0           | 0          |
| S. Miangue      | 11       | 0       | 1           | 1          | 1            | 0            | 0            | 0            | 12       | 0      | 1           | 1          |
| S. Padoin       | 37       | 1       | 4           | 0          | 0            | 0            | 0            | 0            | 37       | 1      | 4           | 0          |
| L. Pavoletti    | 33       | 11      | 8           | 0          | 0            | 0            | 0            | 0            | 33       | 11     | 8           | 0          |
| F. Pisacane     | 24       | 0       | 2           | 2          | 2            | 0            | 1            | 0            | 26       | 0      | 3           | 2          |
| Rafael          | 10       | -11     | 1           | 0          | 0            | 0            | 0            | 0            | 10       | -11    | 1           | 0          |
| F. Romagna      | 23       | 0       | 0           | 0          | 1            | 0            | 0            | 0            | 24       | 0      | 0           | 0          |
| M. Sau          | 29       | 2       | 2           | 0          | 1            | 0            | 0            | 0            | 30       | 2      | 2           | 0          |
| G. van der Wiel | 5        | 0       | 0           | 0          | 1            | 0            | 0            | 0            | 6        | 0      | 0           | 0          |

## Giovanili

### Organigramma
Area direttiva e organizzativa
- Responsabile: Mario Beretta
- Coordinatore tecnico: Daniele Conti
- Segretario settore giovanile: Matteo Stagno
- Responsabile Attività di Base[N 10]: Oscar Erriu
- Preparatore Atletico Attività di Base: Giuseppe Allegra

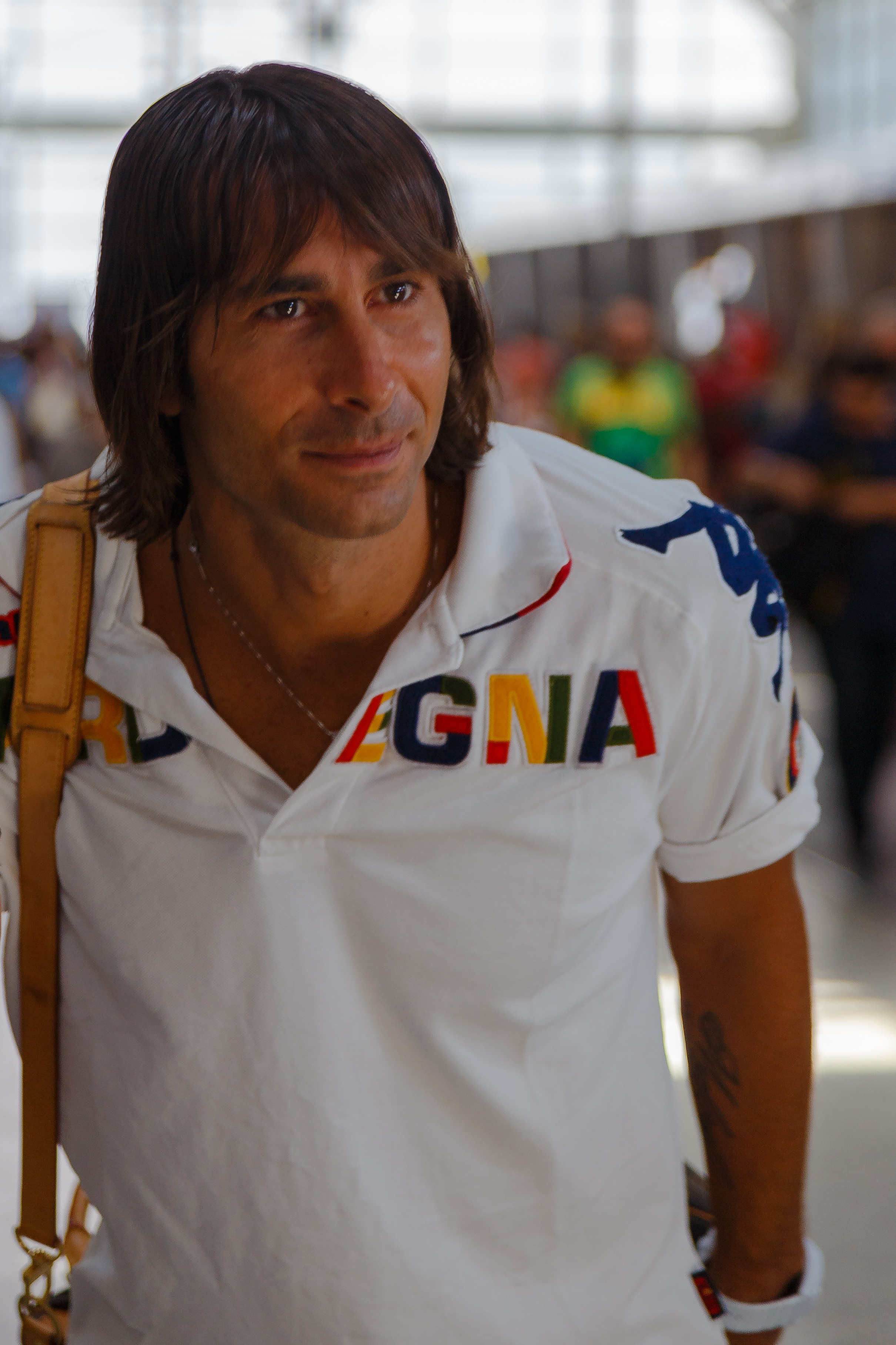
Il Coordinatore tecnico delle giovanili ed ex capitano Daniele Conti.

Allenatori squadre maschili
- Primavera: Massimiliano Canzi
- Under-17: Martino Melis
- Under-16: David Suazo
- Under-15: Stefano Bellinzaghi
- Under-14: Marco Lantieri
- Under-13: Riccardo Testoni
- Under-12: Riccardo Testoni
- Under-11: Mattia Belfiori

Allenatori squadre femminili
- Under-15: Giuseppe Panarello
- Under-12: Giuseppe Panarello

### Piazzamenti
- Primavera: 
  - Campionato: 2º posto nel girone B, vince la finale play-off[112], promossa in Primavera 1 2018-2019[N 11].
  - Coppa Italia: primo turno[113].
  - Torneo di Viareggio: ottavi di finale[114].
- Under-17:: 4º posto nel girone B, eliminato al primo turno dei play-off[115].
- Under-16: 5º posto nel girone B, non qualificato per i play-off[116].
- Under-15 maschile: 6º posto nel girone B, non qualificato per i play-off[116].
- Under-15 femminile: 1º del girone eliminatorio, eliminato alla seconda fase[117].

### Annotazioni
1. 1 2 3 4 5  Subentrato alla 9ª giornata.
2. ↑  Dovuto al piazzamento nella stagione precedente.
3. 1 2 3  Ceduto durante la sessione invernale di calciomercato.
4. 1 2 3 4 5  Acquistato durante la sessione invernale di calciomercato.
5. 1 2  Ceduto durante la sessione estiva di calciomercato.
6. ↑  Aggregato alla prima squadra dalla formazione Primavera.
7. ↑  Cambio numero dal 13 al 56, dopo l'annuncio del ritiro della maglia numero 13 in onore di Davide Astori. Vedi  A Romagna il 56, su cagliaricalcio.com, 10 marzo 2018. URL consultato il 20 maggio 2018.
8. ↑  Originariamente in programma il 4 marzo, la gara è stata rinviata a causa della scomparsa di Davide Astori, capitano della Fiorentina. Fonte:  Fiorentina, morto Davide Astori: arresto cardiaco mentre era in albergo a Udine. Rinviata tutta la giornata di campionato, su repubblica.it, 4 marzo 2018. URL consultato il 2 giugno 2018 (archiviato il 23 maggio 2018).
9. 1 2  Come da referto.
10. ↑  Rientrano in questa denominazione le squadre Under-8, Under-9, Under-10 Rossi e Under-10 Blu, Under-11, Under-12 Femminile, Under-12 Elite e Under-13. Fonte:  Cagliari Calcio - Giovanili, su cagliaricalcio.com. URL consultato il 20 maggio 2018 (archiviato il 19 ottobre 2017).
11. ↑  La retrocessione in Serie C della prima squadra del Novara ha reso inutile la vittoria del campionato Primavera da parte della compagine giovanile novarese. Fonte:  Primavera promossa!, su cagliaricalcio.com, 20 maggio 2018. URL consultato il 27 maggio 2018.

### Fonti
1. 1 2 3 4 5 6 7 8 9 10 11 12 13 14 15 16 17 18 19 20 21 22 23 24 25 26 27 28 29 30 31 32 33 34 35 36 37 38 39 40 41 42 43   Statistiche Spettatori Serie A 2017-2018, su stadiapostcards.com. URL consultato il 20 maggio 2018 (archiviato dall'url originale il 13 giugno 2018).
2. 1 2   Vincenzo Sardu, Addio al Sant'Elia, con un sorriso, su corrieredellosport.it, 27 maggio 2017. URL consultato il 30 maggio 2018 (archiviato il 24 maggio 2018).
3. ↑   Enrico Currò, Cagliari-Milan 2-1, Pisacane al 93' stende i rossoneri, su repubblica.it, 27 maggio 2017. URL consultato il 30 maggio 2018 (archiviato il 12 giugno 2018).
4. ↑   La casa è dove si trova il cuore, su cagliaricalcio.com, 14 luglio 2017. URL consultato il 2 giugno 2018 (archiviato il 18 ottobre 2017).
5. ↑   Il progetto del nuovo stadio di Cagliari, su cagliaricalcio.com, 16 aprile 2018. URL consultato il 31 luglio 2018 (archiviato dall'url originale il 3 agosto 2020).
6. ↑   Parla Giulini: "Rastelli? Decideremo a fine stagione", su unionesarda.it, 10 maggio 2017. URL consultato il 20 maggio 2018.
7. ↑   Cagliari, via Rastelli: è il primo esonero in Serie A, su corrieredellosport.it, 17 ottobre 2017. URL consultato il 20 maggio 2018 (archiviato il 31 luglio 2018).
8. ↑   Capozucca: "Ciao Cagliari. E grazie”, su cagliaricalcio.com, 26 maggio 2017. URL consultato il 2 giugno 2018.
9. ↑   Giovanni Rossi nuovo DS del Cagliari, su cagliaricalcio.com, 3 giugno 2017. URL consultato il 2 giugno 2018 (archiviato il 7 settembre 2017).
10. ↑   Eccoci, Pejo!, su cagliaricalcio.com, 8 luglio 2017. URL consultato il 9 giugno 2018 (archiviato il 13 luglio 2017).
11. ↑   Turno superato, su cagliaricalcio.com, 13 agosto 2017. URL consultato il 20 maggio 2018 (archiviato il 18 ottobre 2017).
12. ↑   Comunque a testa alta, su cagliaricalcio.com, 19 agosto 2017. URL consultato il 20 maggio 2018 (archiviato il 23 settembre 2017).
13. ↑   Belli e sfortunati, su cagliaricalcio.com, 27 agosto 2017. URL consultato il 20 maggio 2018 (archiviato il 30 agosto 2017).
14. ↑   Debutto vincente, su cagliaricalcio.com, 10 settembre 2017. URL consultato il 20 maggio 2018 (archiviato il 13 ottobre 2017).
15. ↑   Prova di maturità superata, su cagliaricalcio.com, 17 settembre 2017. URL consultato il 20 maggio 2018 (archiviato il 20 settembre 2017).
16. ↑   Caduta interna, su cagliaricalcio.com, 20 settembre 2017. URL consultato il 2 giugno 2018 (archiviato il 24 settembre 2017).
17. ↑   A mani vuote, su cagliaricalcio.com, 24 settembre 2017. URL consultato il 2 giugno 2018 (archiviato il 29 settembre 2017).
18. ↑   Sconfitta al "San Paolo", su cagliaricalcio.com, 1º ottobre 2017. URL consultato il 2 giugno 2018 (archiviato il 5 ottobre 2017).
19. ↑   Cagliari battuto, su cagliaricalcio.com, 15 ottobre 2017. URL consultato il 2 giugno 2018.
20. ↑   Comunicato della società - Rastelli esonerato dall'incarico, su cagliaricalcio.com, 17 ottobre 2017. URL consultato il 20 maggio 2018 (archiviato il 19 maggio 2018).
21. ↑   Diego Lopez è il nuovo allenatore del Cagliari, su cagliaricalcio.com, 17 ottobre 2017. URL consultato il 20 maggio 2018 (archiviato dall'url originale il 19 ottobre 2017).
22. ↑   Fini e Agostini nello staff tecnico, su cagliaricalcio.com, 20 ottobre 2017. URL consultato il 20 maggio 2018 (archiviato il 20 ottobre 2017).
23. ↑   All'ultimo tuffo, su cagliaricalcio.com, 25 ottobre 2017. URL consultato il 2 giugno 2018.
24. ↑   Vittoria voluta, su cagliaricalcio.com, 5 novembre 2017. URL consultato il 9 giugno 2018.
25. ↑   3 punti di platino, su cagliaricalcio.com, 19 novembre 2017. URL consultato il 9 giugno 2018.
26. ↑   Bravi lo stesso, su cagliaricalcio.com, 25 novembre 2017. URL consultato il 9 giugno 2018.
27. ↑   Cagliari eliminato, su cagliaricalcio.com, 28 novembre 2017. URL consultato il 20 maggio 2018.
28. ↑   Un passo avanti, su cagliaricalcio.com, 3 dicembre 2017. URL consultato il 5 giugno 2018.
29. ↑   Rimonta di cuore e carattere, su cagliaricalcio.com, 9 dicembre 2017. URL consultato il 5 giugno 2018.
30. ↑   Beffa finale, su cagliaricalcio.com, 16 dicembre 2017. URL consultato il 5 giugno 2018.
31. ↑   Passaggio a vuoto, su cagliaricalcio.com, 22 dicembre 2017. URL consultato il 5 giugno 2018.
32. ↑   Impresa a Bergamo, su cagliaricalcio.com, 30 dicembre 2017. URL consultato il 5 giugno 2018.
33. ↑   A testa altissima, su cagliaricalcio.com, 6 gennaio 2018. URL consultato il 9 giugno 2018.
34. ↑   A mani vuote, su cagliaricalcio.com, 21 gennaio 2018. URL consultato il 9 giugno 2018.
35. ↑   Più forti di tutto, su cagliaricalcio.com, 28 gennaio 2018.
36. ↑   Vittoria fondamentale, su cagliaricalcio.com, 4 febbraio 2018. URL consultato il 9 giugno 2018.
37. ↑   Un passo in avanti, su cagliaricalcio.com, 11 febbraio 2018. URL consultato il 9 giugno 2018.
38. ↑   Battuta d'arresto, su cagliaricalcio.com, 17 febbraio 2018. URL consultato il 9 giugno 2018.
39. ↑   Niente da fare, su cagliaricalcio.com, 26 febbraio 2018. URL consultato il 9 giugno 2018.
40. ↑   Fiorentina, morto Davide Astori: arresto cardiaco mentre era in albergo a Udine. Rinviata tutta la giornata di campionato, su repubblica.it, 4 marzo 2018. URL consultato il 2 giugno 2018 (archiviato il 23 maggio 2018).
41. ↑   Fiorentina e Cagliari ritirano la 13, su cagliaricalcio.com, 6 marzo 2018. URL consultato il 20 maggio 2018 (archiviato dall'url originale il 16 agosto 2022).
42. 1 2   Doping, positivo Joao Pedro del Cagliari, su ansa.it, 9 marzo 2018. URL consultato il 9 giugno 2018 (archiviato il 12 giugno 2018).
43. ↑   Ma che peccato!, su cagliaricalcio.com, 11 marzo 2018. URL consultato il 9 giugno 2018.
44. ↑   Rimonta pazzesca!, su cagliaricalcio.com, 18 marzo 2018. URL consultato il 9 giugno 2018.
45. ↑   Tre punti che valgono oro, su cagliaricalcio.com, 14 aprile 2018. URL consultato il 9 giugno 2018.
46. ↑   Rabbia e rimpianti, su cagliaricalcio.com, 3 aprile 2018. URL consultato il 9 giugno 2018.
47. ↑   Decide un rigore, su cagliaricalcio.com, 8 aprile 2018. URL consultato il 9 giugno 2018.
48. ↑   Pasqua amara, su cagliaricalcio.com, 31 marzo 2018. URL consultato il 9 giugno 2018.
49. ↑   Sconfitta al Meazza, su cagliaricalcio.com, 17 aprile 2018. URL consultato il 9 giugno 2018.
50. ↑   Cagliari sconfitto, su cagliaricalcio.com, 29 aprile 2018. URL consultato il 9 giugno 2018.
51. 1 2 3   Marcello Carli è il nuovo Direttore Sportivo, su cagliaricalcio.com, 10 aprile 2018. URL consultato il 20 maggio 2018.
52. ↑   Sconfitto un buon Cagliari, su cagliaricalcio.com, 6 maggio 2018. URL consultato il 9 giugno 2018.
53. ↑   Cagliari-Roma 0-1: Ünder, gol da Champions, su corrieredellosport.it, 6 maggio 2018. URL consultato il 9 giugno 2018 (archiviato il 12 giugno 2018).
54. ↑   Impresa a Firenze, su cagliaricalcio.com, 13 maggio 2018. URL consultato il 9 giugno 2018.
55. ↑   È salvezza!!!, su cagliaricalcio.com, 20 maggio 2018. URL consultato il 9 giugno 2018.
56. ↑   Serie A - Classifica, su legaseriea.it. URL consultato il 9 giugno 2018 (archiviato il 12 giugno 2018).
57. ↑   Cagliari Calcio e Birra Ichnusa: due anime sarde, su cagliaricalcio.com, 22 luglio 2016. URL consultato il 31 maggio 2018 (archiviato il 29 ottobre 2016).
58. ↑   Nieddittas nuovo sponsor del Cagliari, su cagliaricalcio.com, 13 agosto 2017. URL consultato il 31 maggio 2018 (archiviato il 18 ottobre 2017).
59. ↑   Il Cagliari e Azimut ancora insieme, su cagliaricalcio.com, 10 agosto 2017. URL consultato il 31 maggio 2018 (archiviato il 14 agosto 2017).
60. ↑   Macron nuovo sponsor tecnico del Cagliari Calcio, su cagliaricalcio.com, 1º luglio 2016. URL consultato il 20 maggio 2018 (archiviato il 5 agosto 2016).
61. 1 2 3   Rossoblù in campo con la nuova maglia, su cagliaricalcio.com, 28 maggio 2017. URL consultato il 5 giugno 2018 (archiviato il 5 agosto 2017).
62. ↑   Tutti pazzi per le maglie, su cagliaricalcio.com, 25 luglio 2017. URL consultato il 4 giugno 2018 (archiviato il 27 luglio 2017).
63. 1 2 3   Ecco le maglie per la stagione 2017-2018, su cagliaricalcio.com, 25 luglio 2017. URL consultato il 5 giugno 2018 (archiviato il 27 luglio 2017).
64. ↑   Da Piola a Cossu: maglie vecchie-nuove e stadio, si può fare (ancora) la storia?, su sardegnasport.com, 27 luglio 2017. URL consultato il 20 maggio 2018 (archiviato dall'url originale il 12 giugno 2018).
65. ↑   Organigramma, su cagliaricalcio.com. URL consultato il 4 giugno 2018 (archiviato il 19 ottobre 2017).
66. ↑   Rinnovato il CDA del club, su cagliaricalcio.com, 1º febbraio 2018. URL consultato il 4 giugno 2018.
67. ↑   Creata la nuova area scouting, su cagliaricalcio.com, 30 giugno 2017. URL consultato il 2 giugno 2018 (archiviato il 5 febbraio 2018).
68. 1 2   Cagliari, colpo Pavoletti: al Napoli vanno 10 milioni più bonus, su gazzetta.it, 29 agosto 2017. URL consultato il 20 maggio 2018 (archiviato il 12 giugno 2018).
69. ↑   I numeri del Cagliari, su cagliaricalcio.com, 9 agosto 2017. URL consultato il 20 maggio 2018 (archiviato il 13 agosto 2017).
70. ↑   I convocati per Cagliari-Pordenone di TIM Cup, su cagliaricalcio.com, 27 novembre 2017. URL consultato il 20 maggio 2018.
71. 1 2   Van der Wiel, cartolina al veleno da Toronto: "Cagliari senza mentalità vincente", su unionesarda.it, 2 febbraio 2018. URL consultato il 4 giugno 2018.
72. 1 2 3 4 5 6   2017, un anno memorabile, su cagliaricalcio.com, 31 dicembre 2017. URL consultato il 5 giugno 2018.
73. 1 2   Gregory van der Wiel al Cagliari, su cagliaricalcio.com, 25 agosto 2017. URL consultato il 20 maggio 2018 (archiviato il 27 settembre 2017).
74. 1 2   Marco Andreolli al Cagliari, su cagliaricalcio.com, 7 luglio 2017. URL consultato il 20 maggio 2018 (archiviato il 23 ottobre 2017).
75. 1 2   Senna Miangue è un giocatore del Cagliari, su cagliaricalcio.com, 30 giugno 2017. URL consultato il 20 maggio 2018 (archiviato il 28 luglio 2017).
76. 1 2   Filippo Romagna è del Cagliari, su cagliaricalcio.com, 28 luglio 2017. URL consultato il 31 maggio 2018 (archiviato il 1º ottobre 2017).
77. 1 2 3   Dario Del Fabro alla Juventus, su cagliaricalcio.com, 28 luglio 2017. URL consultato il 31 maggio 2018 (archiviato il 1º ottobre 2017).
78. 1 2   Luca Cigarini al Cagliari, su cagliaricalcio.com, 30 giugno 2017. URL consultato il 20 maggio 2018 (archiviato il 5 febbraio 2018).
79. 1 2   Murru alla Sampdoria, su cagliaricalcio.com, 30 giugno 2017. URL consultato il 20 maggio 2018 (archiviato il 30 agosto 2017).
80. 1 2   Pavoletti in rossoblù, su cagliaricalcio.com, 30 agosto 2017. URL consultato il 20 maggio 2018 (archiviato dall'url originale il 2 ottobre 2017).
81. 1 2   Alessandro Steri Responsabile della Comunicazione, su cagliaricalcio.com, 1º luglio 2017. URL consultato il 31 maggio 2018 (archiviato il 5 febbraio 2018).
82. 1 2   Gabriel al Cagliari, su cagliaricalcio.com, 10 gennaio 2017. URL consultato il 31 maggio 2018 (archiviato il 12 agosto 2017).
83. 1 2   Bruno Alves lascia il Cagliari, su cagliaricalcio.com, 31 maggio 2017. URL consultato il 20 maggio 2018 (archiviato dall'url originale il 4 luglio 2017).
84. 1 2   Isla, risolto consensualmente il contratto con il Cagliari, su cagliaricalcio.com, 21 luglio 2017. URL consultato il 20 maggio 2018 (archiviato il 25 agosto 2017).
85. 1 2 3 4   Salamon e Borriello alla Spal, su cagliaricalcio.com, 19 agosto 2017. URL consultato il 20 maggio 2018 (archiviato il 22 agosto 2017).
86. ↑   Cagliari, Borriello: «Non ho più motivazioni, me ne vado», su corrieredellosport.it, 19 agosto 2017. URL consultato il 20 maggio 2018 (archiviato il 23 maggio 2018).
87. ↑   Borriello contro Giulini: "Via per soldi? Non ha stile". Ma il suo ingaggio è super, su gazzetta.it, 21 agosto 2017. URL consultato il 20 maggio 2018 (archiviato il 23 maggio 2018).
88. ↑   Marco Borriello rinnova con il Cagliari, su cagliaricalcio.com, 18 luglio 2017. URL consultato il 4 giugno 2018 (archiviato il 22 agosto 2017).
89. 1 2   Torino, Tachtsidis saluta: acquistato dall'Olympiacos, su tuttosport.com, 30 giugno 2017. URL consultato il 31 maggio 2018 (archiviato il 12 giugno 2018).
90. 1 2 3   Balzano al Pescara, su cagliaricalcio.com, 30 agosto 2017. URL consultato il 20 maggio 2018 (archiviato l'11 settembre 2017).
91. 1 2   Ibarbo ceduto al Sagan Tosu, su cagliaricalcio.com, 25 luglio 2017. URL consultato il 20 maggio 2018 (archiviato il 1º giugno 2018).
92. 1 2   Caio Rangel all'Estoril, su cagliaricalcio.com, 30 giugno 2017. URL consultato il 20 maggio 2018 (archiviato il 4 febbraio 2018).
93. 1 2 3   Cop allo Standard Liegi, su cagliaricalcio.com, 31 agosto 2017. URL consultato il 20 maggio 2018 (archiviato il 3 ottobre 2017).
94. 1 2   Cagliari, Di Gennaro non rinnova. Capozucca: "Non ha accettato le nostre condizioni", su unionesarda.it, 29 marzo 2017. URL consultato il 20 maggio 2018.
95. ↑   Benvenuto Davide, su sslazio.it, 21 luglio 2017. URL consultato il 20 maggio 2018 (archiviato il 12 giugno 2018).
96. 1 2 3   Krajnc al Frosinone, su cagliaricalcio.com, 26 luglio 2017. URL consultato il 20 maggio 2018 (archiviato il 6 agosto 2017).
97. 1 2   Biancu, Pinna e Manca all’Olbia, su cagliaricalcio.com, 4 agosto 2017. URL consultato il 31 maggio 2018 (archiviato il 6 agosto 2017).
98. 1 2 3   Capello al Padova, su cagliaricalcio.com, 12 luglio 2017. URL consultato il 31 maggio 2018 (archiviato il 6 agosto 2017).
99. 1 2   Serra al Racing Fondi, su cagliaricalcio.com, 18 agosto 2017. URL consultato il 31 maggio 2018 (archiviato il 20 agosto 2017).
100. 1 2 3 4 5 6   Colombatto, Han e Pajac al Perugia, su cagliaricalcio.com, 7 agosto 2017. URL consultato il 20 maggio 2018 (archiviato il 15 ottobre 2017).
101. 1 2   Leandro Castan al Cagliari, su cagliaricalcio.com, 11 gennaio 2018. URL consultato il 4 giugno 2018 (archiviato dall'url originale il 26 maggio 2021).
102. 1 2   Lykogiannis è rossoblù, su cagliaricalcio.com, 22 gennaio 2018. URL consultato il 20 maggio 2018 (archiviato dall'url originale il 10 ottobre 2020).
103. 1 2   Caligara firma per il Cagliari, su cagliaricalcio.com, 31 gennaio 2018. URL consultato il 20 maggio 2018 (archiviato dall'url originale il 10 novembre 2020).
104. ↑   Cagliari: Cofie e Acquah nel mirino, su sportmediaset.mediaset.it, 31 gennaio 2018. URL consultato il 4 giugno 2018 (archiviato il 12 giugno 2018).
105. 1 2   Ceter firma per il Cagliari, su cagliaricalcio.com, 22 gennaio 2018. URL consultato il 20 maggio 2018 (archiviato dall'url originale il 1º dicembre 2019).
106. 1 2   Han torna al Cagliari, su cagliaricalcio.com, 31 gennaio 2018. URL consultato il 20 maggio 2018 (archiviato il 1º febbraio 2018).
107. 1 2 3   Ragatzu al Cagliari, su cagliaricalcio.com, 29 gennaio 2018. URL consultato il 20 maggio 2018 (archiviato dall'url originale il 19 ottobre 2022).
108. 1 2   Capuano al Crotone, su cagliaricalcio.com, 11 gennaio 2018. URL consultato il 20 maggio 2018 (archiviato dall'url originale il 14 dicembre 2019).
109. 1 2   Melchiorri al Carpi, su cagliaricalcio.com, 8 gennaio 2018. URL consultato il 20 maggio 2018 (archiviato dall'url originale il 27 giugno 2022).
110. 1 2   van der Wiel al Toronto, su cagliaricalcio.com, 2 febbraio 2018. URL consultato il 20 maggio 2018.
111. ↑   Oliveira e Pennington all’Olbia, su cagliaricalcio.com, 19 agosto 2017. URL consultato il 2 giugno 2018 (archiviato il 22 agosto 2017).
112. ↑   Inarrestabile Primavera, su cagliaricalcio.com, 26 maggio 2018. URL consultato il 26 maggio 2018.
113. ↑   Primavera corsara a Cagliari!, su ascittadella.it, 20 settembre 2017. URL consultato il 20 maggio 2018 (archiviato il 1º agosto 2018).
114. ↑   Viareggio Cup: Cagliari-Sassuolo 0-1 [collegamento interrotto], su sassuolocalcio.it, 21 marzo 2018. URL consultato il 20 maggio 2018.
115. ↑   U17 eliminata, su cagliaricalcio.com, 6 maggio 2018. URL consultato il 20 maggio 2018.
116. 1 2   Settore Giovanile, i risultati del weekend, su cagliaricalcio.com, 22 aprile 2018. URL consultato il 31 maggio 2018.
117. ↑   U15 femminile eliminata, su cagliaricalcio.com, 29 maggio 2018. URL consultato il 31 maggio 2018.